# 1576
Năm 1576 (số La Mã: MDLXXVI) là một năm nhuận bắt đầu vào Chủ Nhật  trong lịch Julius.